# 専業非常勤講師
専業非常勤講師（せんぎょうひじょうきんこうし）とは、大学の兼任教員（俗に言う非常勤講師）のみで生計を立てている人物のことである。

## 解説
大学の教員には、正規かつ継続して大学に雇用されている専任教員の他に、一定の期間を定めて雇用される任期制教員（助手や研究員が多い）や特任教授、客員教授など、多様な雇用形態が存在している。そのうち、正規に大学に雇用されずに授業を担当している教員を「非常勤講師」（正式名称は兼任教員）と呼ぶ。「非常勤講師」の中には、他大学を本務校とする者、官公庁や民間企業の労働者など別のどこかで正規雇用されている者や、それ以外の職業に就いている人物なども多い。しかし、中には「非常勤講師」の収入だけで生計を立てている人物も存在する。これが「専業非常勤講師」である。

## 問題点
主として年収が低廉であることや有期雇用契約によって生活の安定性が保てないことにあると言われている。確かに、単純な時給換算をすれば世間相場に比して決して安い金額ではない（仮に1コマ月額3万円であっても、90分×30回として45時間の業務で36万円の収入があり時給換算で8000円である。※授業の前後に行う準備時間は除く）。しかし毎年、充分な生計を立てられるほどのコマ数を確保できる保障は全くない。もしその年の担当授業が大学の事情により閉講された場合、収入は激減する。（非常勤講師の雇用は公募の数が少なく、新たな働き口を探すことは容易ではない。）
一方、専任教員は業務時間の多くが学務や委員会（教務委員、学生委員、入試監督、学生担任制度）等に割かれており、非常勤講師にはこれらの業務が存在しない。そのため（上述の問題を脇に置けば）研究に専念できるメリットも存在するといえる。